# Arctous alpina
Espèce
Synonymes
- Arbutus alpina L.[1] [2]
- Arctostaphylos alpina (L.) Spreng. (préféré par BioLib)[2]
- Arctostaphylos alpina (L.) Spreng.[1]
- Arctostaphylos alpinus (L.) Sprengel[2]
- Arctous alpina var. alpina[1] [2]
- Arctous alpina var. japonica (Nakai) Ohwi[2]
- Arctous alpina (L.) Nied.[2]
- Arctous erythrocarpa Small[1]
- Arctous japonica Nakai[1] [2]
- Mairania alpina (L.) Desv.[2]
- Mairrania alpina (L.) Desv.[1] [2]
- Uva-ursi alpina (L.) Gray[1] [2]
- Vaccinium merkii Fisch. ex Herder[1] [2]

Arctous alpina est une espèce de plante à fleurs de la famille des Ericaceae. C'est un sous-arbrisseau originaire des régions subalpines et subarctiques de l'hémisphère Nord.
Noms vernaculaires : Busserole des Alpes, Raisin d'ours des Alpes, Raisin d'ours alpin, Arctostaphyle alpin, Herbe à caribou.

## Sous-espèces et variétés
Selon Tropicos (30 janvier 2022) (Attention liste brute contenant possiblement des synonymes) :
- Sous-espèces : 
  - Arctous alpina subsp. alpina
  - Arctous alpina subsp. erythrocarpa M.M. Ivanova
  - Arctous alpina subsp. rubra (Rehder & E.H. Wilson) Hultén
- Variétés :
  - Arctous alpina var. alpina
  - Arctous alpina var. japonica (Nakai) Ohwi
  - Arctous alpina var. rubra Rehder & E.H. Wilson